# 神谷家住宅 (安城市)
神谷家住宅（かみやけじゅうたく）は、愛知県安城市和泉町上之切13にある邸宅。座敷などが登録有形文化財。

## 歴史
文人の石川丈山が京都・相国寺畔で隠棲していた際に書斎としていた学甫堂は、1969年（昭和44年）に丈山文庫として神谷家住宅内に移築された。
2008年（平成20年）4月18日、座敷、奥座敷、左官部屋及び炭部屋、渡り、米蔵、雑穀蔵、奥の蔵、宝蔵、横屋、井戸屋形、釜屋及び物置、味噌蔵及び書庫、大工部屋及び奥和室、正門が登録有形文化財に登録された。

## 建築
- 座敷 - 明治前期竣工、大正期増築。
- 奥座敷 - 明治末期。
- 左官部屋及び炭部屋 - 1905年（明治38年）ごろ竣工。
- 渡り - 1905年（明治38年）ごろ竣工。
- 米蔵 - 明治中期。
- 雑穀蔵 - 明治中期。
- 奥の蔵 - 明治中期。
- 宝蔵 - 大正前期。
- 横屋 - 明治前期。
- 井戸屋形 - 明治後期竣工、昭和前期増築。
- 釜屋及び物置 - 明治前期竣工、昭和前期増築。
- 味噌蔵及び書庫 - 大正前期竣工。
- 大工部屋及び奥和室 - 大正前期竣工。
- 正門 - 1905年（明治38年）竣工。